# András
András [ˈɒndraːʃ], die ungarische Form von Andreas, ist ein ungarischer männlicher Vorname oder Familienname.

## Namensträger

### Vorname
- András Adorján (Flötist) (* 1944), ungarischer Flötist
- András Adorján (Schachspieler) (1950–2023), ungarischer Schachspieler
- András Balczó (* 1938), ungarischer Moderner Fünfkämpfer
- András Bartay (1799–1854), ungarischer Komponist
- András Benk (* 1987), ungarischer Eishockeyspieler
- András Dés (* 1978), ungarischer Jazz- und Improvisationsmusiker
- András Fricsay (1942–2024), ungarischer Schauspieler und Regisseur
- András Hajnal (1931–2016), ungarischer Mathematiker
- András Hargitay (* 1956), ungarischer Schwimmer
- András Horváth (Eishockeyspieler) (* 1976), ungarischer Eishockeyspieler
- András Jeles (* 1945), ungarischer Filmregisseur
- András Keve (1909–1984), ungarischer Ornithologe
- András Koroknai (* 1982), ungarischer Pokerspieler
- András Kuttik (1896–1970), ungarischer Fußballspieler und -trainer
- András Mihály (1917–1993), ungarischer Komponist
- András Mócsy (1929–1987), ungarischer Archäologe und Althistoriker
- András Nagy (1930–1997), ungarischer Bildhauer und Medailleur
- András Németh (Pokerspieler), ungarischer Pokerspieler
- András Németh (Badminton) (* 1991), ungarischer Badmintonspieler
- András Pető (1893–1967), ungarischer Arzt (Förderung cerebral- und bewegungsgeschädigter Menschen)
- András Reuss (Ingenieur) (auch Endre Reuss; 1900–1968), ungarischer Maschinenbauingenieur
- András Reuss (Theologe) (* 1938), ungarischer Theologe und Hochschullehrer
- András Sallay (* 1953), ungarischer Eiskunstläufer
- András Schäfer (* 1999), ungarischer Fußballspieler
- András Schiff (* 1953), ungarischer Pianist und Dirigent
- András Schiffer (* 1971), ungarischer Politiker
- András Sike (* 1965), ungarischer Ringer
- András Sütő (1927–2006), ungarischer Schriftsteller
- András Székely (1929–2024), ungarischer Musikwissenschaftler
- András Szente (1939–2012), ungarischer Kanute
- András Szőllősy (1921–2007), ungarischer Komponist und Musikwissenschaftler

### Familienname
- Pataky András (1932–2013), Pädagoge und Lehrer